# We Will Rock You
We Will Rock You је песма коју је написао Брајан Меј, а снимана је и извођена од стране групе Квин. То је једна од најпознатијих песама и изводи се на многим спортским догађајима. 
Први пут је објављена 7. октобра 1977. године, а појавила се на албуму News of the World.